# 앤 래드클리프

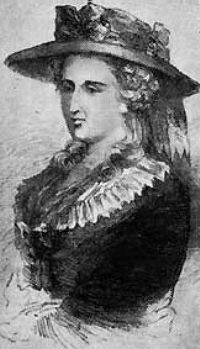

앤드 래드클리프(Ann Radcliffe, 본명: 앤 워드/Ann Ward, 1764년 7월 9일 ~ 1823년 2월 7일)는 잉글랜드의 저자이다.

## 생애
래드클리프는 생전에 네 편의 소설과 한 편의 기행문을 출판했고, 서신이나 저널과 같이 사적인 삶에 대해서 단편적으로라도 알 수 있게 해 주는 자료는 그다지 많이 남기지 않았다. 래드클리프의 아버지는 상업에 종사하던 평범한 인물이었고, 의회에 출입하던 기자이자 ≪잉글리시 크로니클≫의 편집자였던 윌리엄 래드클리프와 결혼할 때까지 래드클리프 본인 또한 당대의 여성들과 크게 다를 바 없는 삶을 살았다. 래드클리프는 결혼 이후에 작품 활동을 시작했고, 아내의 자질을 발견한 남편의 격려가 작가로서의 길을 선택하게 된 동기 중 하나로 언급되곤 한다. 1790년에는 ≪시칠리안 로맨스≫를, 1791년에는 ≪숲속의 로맨스≫를 익명으로 출판했다. 두 번째 소설이 인기를 얻으면서 래드클리프의 이름 또한 알려지기 시작했고, 1794년 세 번째 작품 ≪우돌포의 비밀≫이 큰 성공을 거두면서 작가로서의 명성을 확고히 할 수 있었다.
1797년 출판된 ≪이탈리아인≫은 래드클리프의 생전에 나온 마지막 소설로, 상업적으로도 문학적 평판에 있어서도 큰 성공을 거두게 해 준 작품이다. ≪이탈리아인≫의 성공으로 재정적 안정을 누리게 된 래드클리프는 이후 적극적으로 집필을 시도하는 대신 남편과 함께 영국의 여러 지방을 여행하며 조용한 삶을 살았다. 1802년 방문했던 케닐워스 성에서 영감을 얻어 ≪개스턴 드 블론드빌≫을 집필했으나 출판을 시도하지는 않았다. 작가로서의 명성을 즐기며 다른 문인들과 활발히 교류하기보다는 홀로 은둔하기를 좋아했던 성향으로 인해 래드클리프는 많은 비밀을 간직한 인물로 여겨졌다. 작품 속에 등장하는 주인공과 같이 누군가의 손에 감금되어 있다는 소문이 돌기도 했고, 1810년 익명으로 출판된 시에서는 래드클리프가 광증에 시달리고 있다는 주장이 제기되기도 했다. 1823년 천식과 합병증으로 인해 사망했고, 유작이라 할 수 있는 ≪개스턴 드 블론드빌≫은 토머스 탤포드가 서론으로 붙인 ＜회고록＞과 함께 1826년 출판되었다.